# Koichi Morishita
Koichi Morishita (Japón, 5 de septiembre de 1967) es un atleta japonés retirado, especializado en la prueba de maratón en la que llegó a ser subcampeón olímpico en 1992.

## Carrera deportiva
En los JJ. OO. de Barcelona 1992 ganó la medalla de plata en la maratón, recorriendo los 42,195 km en un tiempo de 2:13:45 segundos, llegando a meta tras el surcoreano Hwang Young-Cho y antes que el alemán Stephan Freigang (bronce).